# Orikalaid
 (octobre 2020).
Orikalaid est une île d'Estonie.